# Delia frontulenta
Delia frontulenta är en tvåvingeart som först beskrevs av Huckett 1929.  Delia frontulenta ingår i släktet Delia och familjen blomsterflugor. Inga underarter finns listade i Catalogue of Life.